# Renault R28
Pour les articles homonymes, voir R28.
Chronologie des modèles (2008)
Renault R27 Renault R29
La Renault R28 est la monoplace de Formule 1 engagée par l'écurie Renault F1 Team dans le championnat du monde de Formule 1 2008. Elle est pilotée par l'Espagnol Fernando Alonso, en provenance de McLaren-Mercedes et le Brésilien Nelsinho Piquet, qui fait ses débuts en Formule 1. Les pilotes d'essais sont le Brésilien Lucas di Grassi, le Français Romain Grosjean et le Japonais Sakon Yamamoto. La R28 effectue son premier roulage le 22 janvier 2008 sur le circuit de Valencia en Espagne, soit quelques jours avant la présentation officielle de la voiture, le 31 janvier 2008 au siège social de Renault, Boulogne-Billancourt.

## Historique
La monoplace a été conçue par une équipe d'ingénieurs à la tête de laquelle se trouvent les ingénieurs Bob Bell (directeur technique) et Tim Densham (designer en chef). L'évolution la plus visible est une moustache totalement inédite sans supports verticaux et de nouvelles suspensions à l'avant à quille-zéro.
La R28 commence la saison par un abandon de Nelsinho Piquet et une quatrième place de Fernando Alonso au Grand Prix d'Australie. Le pilote espagnol termine régulièrement dans les points et remporte le Grand Prix de Singapour, première course remportée par Renault depuis le Grand Prix du Japon. Il réitère cette performance au Grand Prix suivant, au Japon. Nelsinho Piquet est quant à lui victime de problèmes de fiabilité de la part de sa R28 puisqu'elle ne rallie l'arrivée qu'à neuf reprises sur les dix-neuf manches du championnat. Sa meilleure performance est une deuxième place au Grand Prix d'Allemagne.
À la fin de la saison, Renault F1 Team termine quatrième du championnat des constructeurs avec 80 points.

## Résultats en championnat du monde de Formule 1

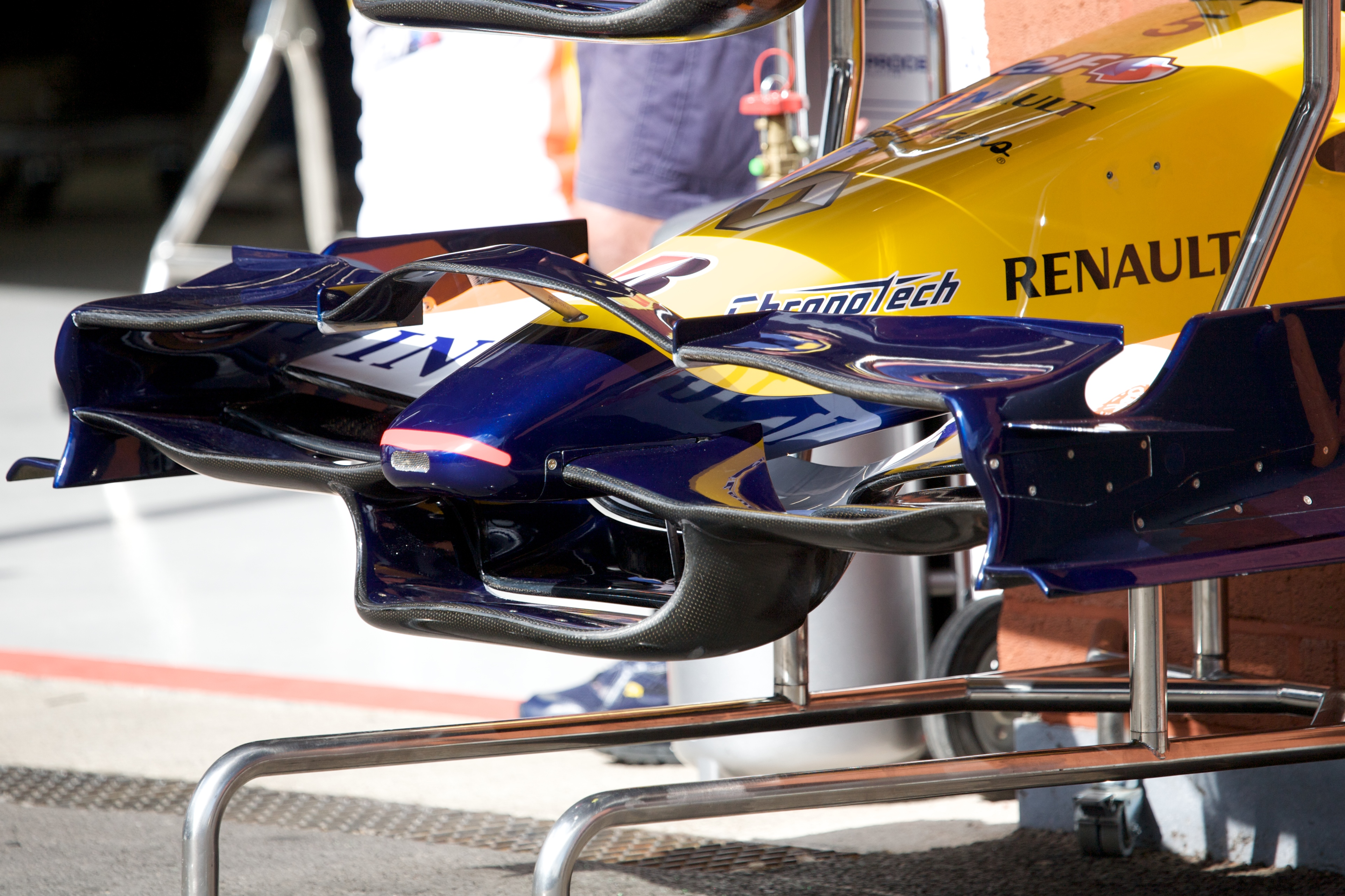
Le museau de la Renault R28.

| Saison | Écurie              | Moteur       | Pneus       | Pilotes         | Courses | Courses | Courses | Courses | Courses | Courses | Courses | Courses | Courses | Courses | Courses | Courses | Courses | Courses | Courses | Courses | Courses | Courses | Points inscrits | Classement |
| Saison | Écurie              | Moteur       | Pneus       | Pilotes         | 1       | 2       | 3       | 4       | 5       | 6       | 7       | 8       | 9       | 10      | 11      | 12      | 13      | 14      | 15      | 16      | 17      | 18      | Points inscrits | Classement |
| ------ | ------------------- | ------------ | ----------- | --------------- | ------- | ------- | ------- | ------- | ------- | ------- | ------- | ------- | ------- | ------- | ------- | ------- | ------- | ------- | ------- | ------- | ------- | ------- | --------------- | ---------- |
| 2008   | ING Renault F1 Team | Renault RS27 | Bridgestone |                 | AUS     | MAL     | BAH     | ESP     | TUR     | MON     | CAN     | FRA     | GBR     | ALL     | HON     | EUR     | BEL     | ITA     | SIN     | JAP     | CHI     | BRÉ     | 80              | 4e         |
| 2008   | ING Renault F1 Team | Renault RS27 | Bridgestone | Fernando Alonso | 4e      | 8e      | 10e     | Abd     | 6e      | 10e     | Abd     | 8e      | 6e      | 11e     | 4e      | Abd     | 4e      | 4e      | 1er     | 1er     | 4e      | 2e      | 80              | 4e         |
| 2008   | ING Renault F1 Team | Renault RS27 | Bridgestone | Nelsinho Piquet | Abd     | 11e     | Abd     | Abd     | 15e     | Abd     | Abd     | 7e      | Abd     | 2e      | 6e      | 11e     | Abd     | 10e     | Abd     | 4e      | 8e      | Abd     | 80              | 4e         |

Légende : ici 